# باسكال رولر
باسكال رولر (بالألمانية: Pascal Roller)‏ هو لاعب كرة سلة ألماني سابق.

## الميداليات
| الميدالية | المسابقة                         |
| --------- | -------------------------------- |
| برونزية   | بطولة كأس العالم لكرة السلة 2002 |

## روابط خارجية
- باسكال رولر على موقع الاتحاد الدولي لكرة السلة (الإنجليزية)
- باسكال رولر على موقع كرة السلة الأوروبية.كوم (الإنجليزية)
- باسكال رولر على موقع ريلجم (الإنجليزية)
- باسكال رولر على موقع بروبوليرز (الإنجليزية)
- باسكال رولر على موقع سبورتس رفرنس (الإنجليزية)
- باسكال رولر على موقع أوليمبيديا (الإنجليزية)